# Insurrezione giacobita del 1719
L'insurrezione giacobita del 1719, conosciuta anche come il Diciannove, fu una spedizione di spagnoli e giacobiti in Scozia, originariamente pianificata come parte di una più grande insurrezione nel sud-ovest dell'Inghilterra per ripristinare Giacomo Francesco Edoardo Stuart sul trono della Gran Bretagna. Solo l'insurrezione scozzese ebbe effettivamente luogo e, dopo un certo numero di azioni minori, la sconfitta inflitta agli spagnoli e agli insorti nella battaglia di Glen Shiel nel giugno del 1719 pose fine alla rivolta.

## Antefatti

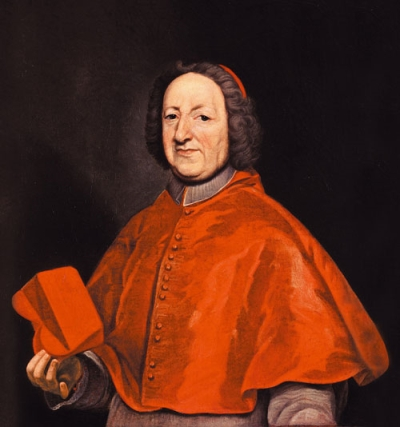
Il Primo ministro spagnolo, cardinale Giulio Alberoni

Il trattato di Utrecht del 1713 costrinse la Spagna a cedere la Sicilia e la Sardegna all'Austria e ai Savoia. Il recupero dei possedimenti italiani fu la priorità di Giulio Alberoni, il nuovo Primo Ministro spagnolo. Né l'Austria né i Savoia possedevano forze marittime significative e si affidavano alla Royal Navy; per riconquistare l'Italia spagnola era dunque necessario impedire l'intervento inglese.
La Francia, scelta tradizionale di coloro che cercavano aiuto contro la Gran Bretagna, era in difficoltà e nel 1716 il trattato anglo-francese pose fine al sostegno ufficiale agli Stuart in esilio. Perciò la successione di Giorgio I al trono inglese non incontrò sostanziale opposizione, nonostante l'insurrezione giacobita del 1715 che riscosse un notevole sostegno sia in Inghilterra che in Scozia.

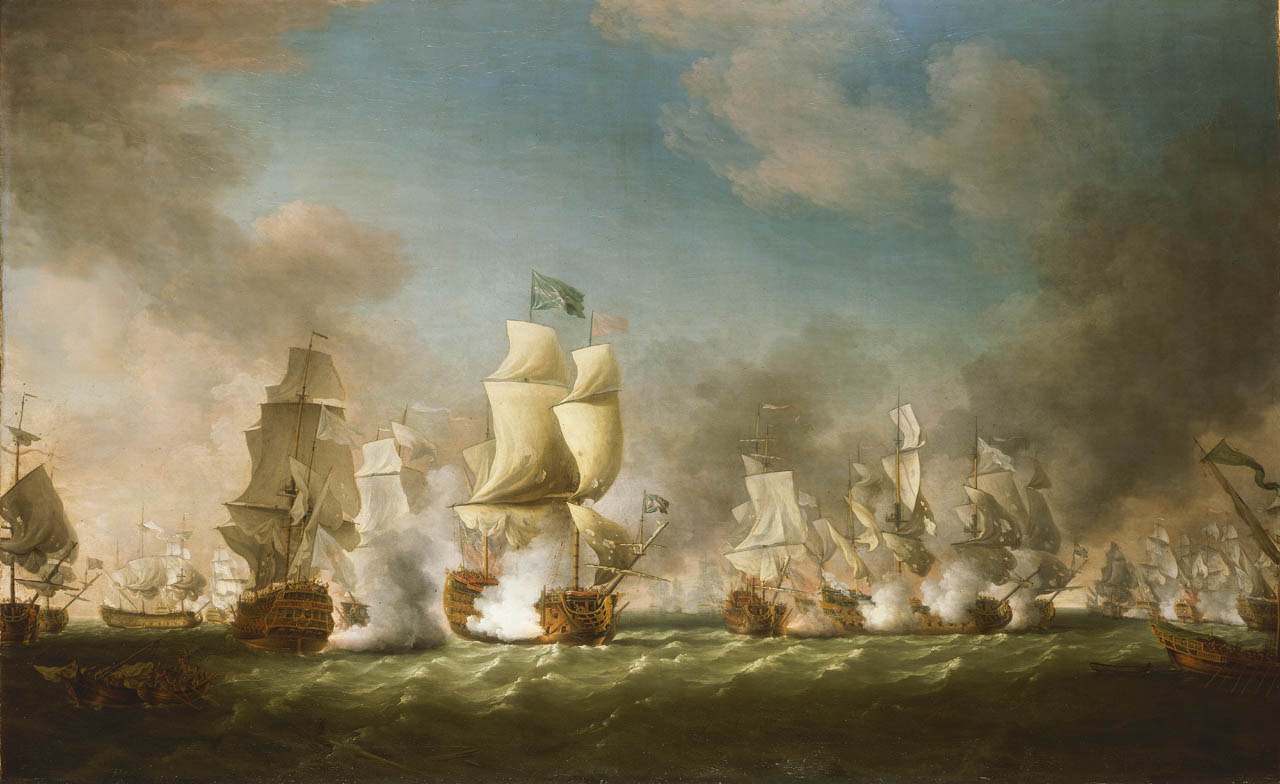
Battaglia di Capo Passero, Agosto 1718; la sconfitta spagnola nel Mediterraneo favorì l'insurrezione del 1719

Nel 1717, Alberoni inviò una forza anfibia a rioccupare la Sardegna; riuscì a riprendere possesso dell'isola senza contrasti, ma quando gli spagnoli sbarcarono in Sicilia nel 1718, la Gran Bretagna, la Francia, i Paesi Bassi e l'Austria formarono la quadruplice alleanza per imporre il rispetto del trattato di Utrecht. L'11 agosto la Royal Navy distrusse una flotta spagnola nella battaglia di Capo Passero anche se la Guerra della Quadruplice Alleanza non iniziò fino a dicembre.
Alberoni considerava un'insurrezione giacobita un modo per deviare le risorse britanniche dal Mediterraneo; il suo piano prevedeva lo sbarco nell'Inghilterra sudoccidentale di 7000 soldati spagnoli sotto il comando del Duca di Ormonde, la marcia su Londra e la restaurazione di Giacomo Stuart. Ormonde era diventato amico di Carlo XII di Svezia durante il suo coinvolgimento nelle trattative per porre fine alla Grande Guerra del Nord tra Svezia e Russia. Ormonde e Carlo XII concertarono un'insurrezione in Scozia guidata da George Keith che avrebbe dovuto portare alla cattura di Inverness, permettendo lo sbarco di un corpo di spedizione svedese.

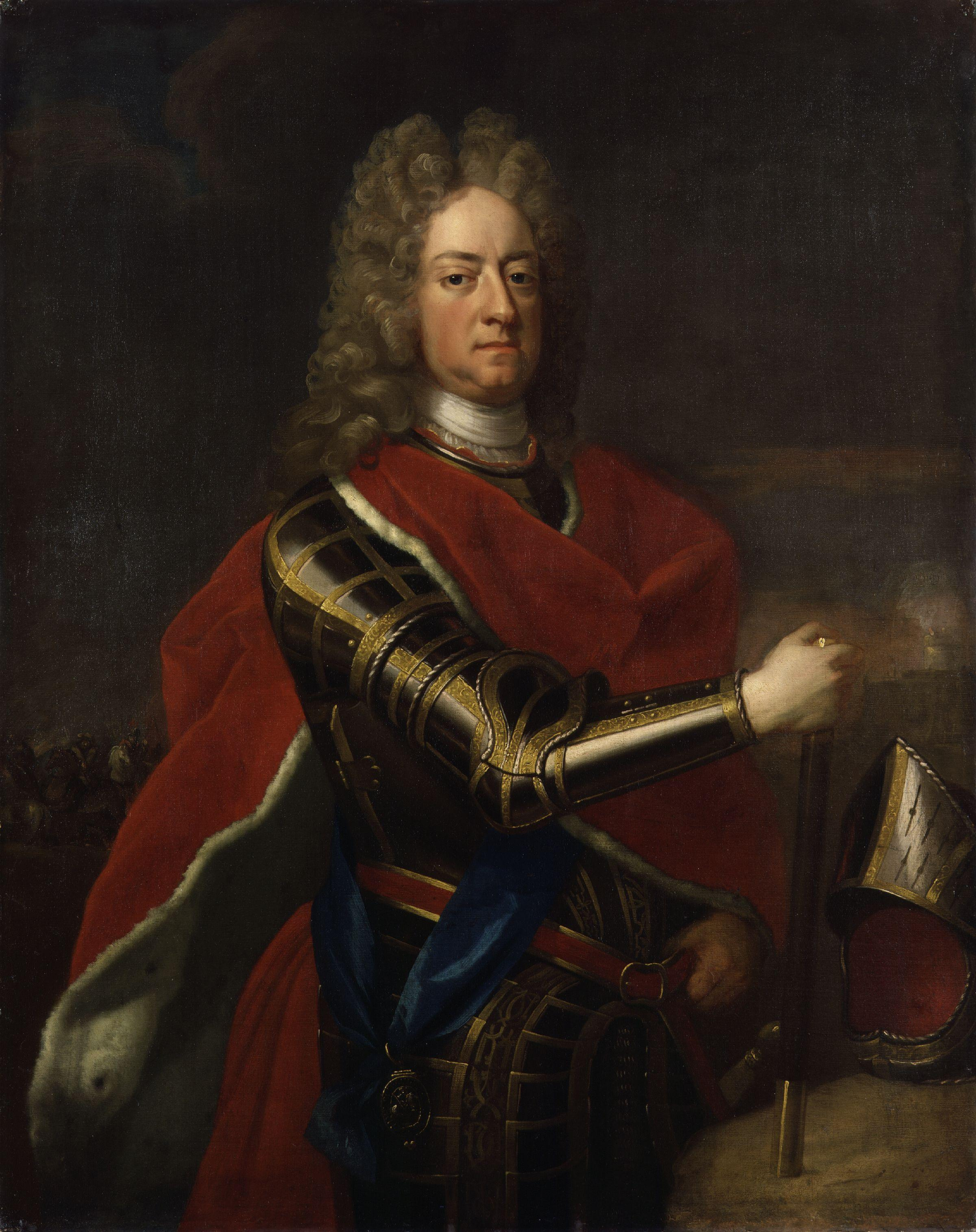
James Butler, II Duca di Ormonde

Ormonde attese a La Coruña mentre la flotta di invasione si riuniva a Cadice e veniva raggiunta da Giacomo. La partenza era prevista per l'inizio di febbraio, ma i ritardi permisero agli inglesi di posizionare unità navali e rinforzare i punti in cui avrebbe dovuto avvenire lo sbarco, servendosi delle informazioni fornite dallo spionaggio francese. Ormonde scrisse una serie di lettere sempre più pessimiste ad Alberoni sostenendo che il piano non era più praticabile. Alla fine di marzo la flotta lasciò Cadice per A Coruña trasportando 5 000 soldati, ma fu gravemente danneggiata da una tempesta di due giorni al largo di Cabo Fisterra il 29 marzo e l'invasione fu annullata.

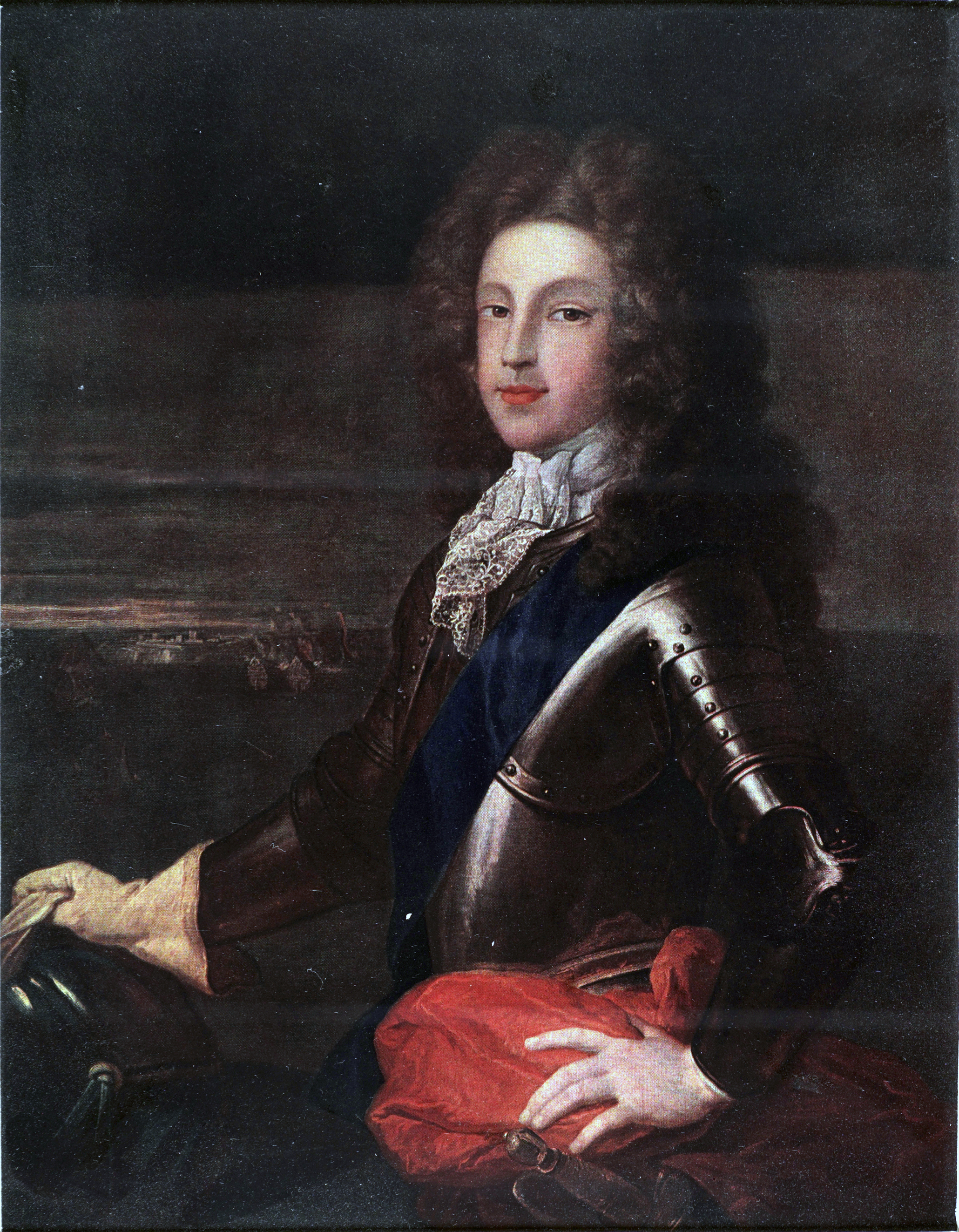
James Francis Edward Stuart.

La morte di Carlo XII nel novembre 1718 pose fine alla partecipazione svedese, rendendo inutile lo sbarco degli scozzesi, ma Keith e 300 soldati spagnoli lasciarono Pasaia l'8 marzo a bordo di due fregate. Raggiunsero Stornoway nell'Isola di Lewis, dove furono raggiunti da un gruppo di esuli provenienti dalla Francia, tra i quali il conte di Seaforth, capo del clan Mackenzie (in gaelico scozzese: Uilleam Dubh Shìophort), James Francis Edward Keith, il marchese di Tullibardine, Lord George Murray e Cameron di Lochiel.
Tullibardine voleva aspettare gli ordini di Ormonde, mentre George Keith sollecitava a muoversi rapidamente per catturare Inverness prima che la guarnigione venisse avvertita. La sua opinione prevalse e il 13 aprile, sbarcarono a Lochalsh nel territorio dei Mackenzie e posero la loro base a Eilean Donan dove appresero del fallimento della spedizione di Ormonde. Tullibardine organizzò una commissione che lo nominò leader delle forze terrestri giacobite e gli raccomandò la ritirata, ma Keith glielo impedì ordinando alle fregate di tornare in Spagna.
Le forze giacobite ammontavano a circa 1 000 uomini tra i quali 400 Mackenzie, 150 Cameron, le truppe spagnole e altri piccoli gruppi, tra i quali uno guidato da Rob Roy MacGregor. Dato che avevano più armi e munizioni che uomini, le armi in eccesso furono conservate nel Castello di Eilean Donan, sorvegliato da 40 soldati spagnoli mentre gli altri si prepararono a marciare su Inverness.

## Cattura di Eilean Donan

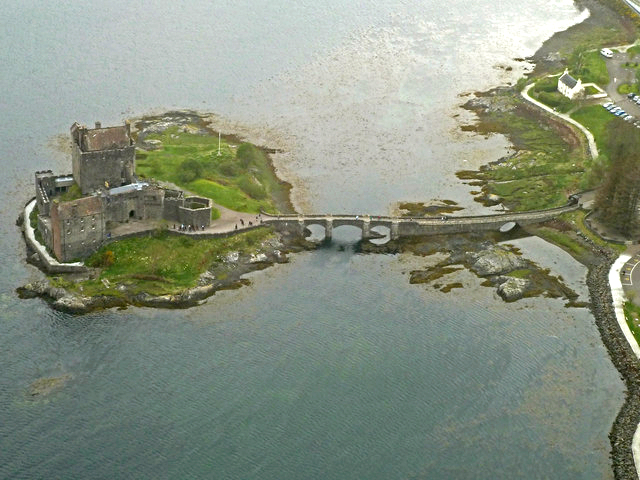
Eilean Donan oggi

All'inizio di maggio, dopo aver ricevuto notizie sullo sbarco a Stornoway, cinque navi della Royal Navy arrivarono nella zona. Poiché non erano a conoscenza che le fregate spagnole erano già partite secondo le istruzioni di Keith, si trattava di una forza considerevole che comprendeva le HMS Assistance, Worcester, Dartmouth e Enterprise, amate di 50 cannoni ciascuna e il Flamborough, uno sloop armato di 24 cannoni.
Mentre l'Assistance e la Dartmouth pattugliavano le acque attorno a Skye, la Worcester, l'Enterprise e la Flamborough si fermarono al largo di Eilean Donan sul lato nord del Loch Duich nelle prime ore del mattino di domenica 10 maggio. La sera, una forza di spedizione catturò il castello sotto la copertura di un intenso fuoco dei cannoni e i prigionieri furono portati dalla Flamborough a Edimburgo. Il capitano Boyle, comandante del Worcester li registrò come "un capitano irlandese, un luogotenente spagnolo, un sergente spagnolo, trentanove soldati spagnoli e un ribelle scozzese".
Venuto a conoscenza della vicenda, il grosso delle forze giacobite marciò nell'entroterra; le loro opzioni erano limitate poiché non potevano scappare via mare mentre una forza governativa guidata da Joseph Wightman stava avanzando verso di loro da Inverness. Dopo aver fatto esplodere il castello, le due navi rimasero nel Loch Duich per le successive due settimane, alla ricerca di ribelli mentre razziavano la vicina città di Stromeferry e l'isola di Raasay.

## Battaglia di Glen Shiel

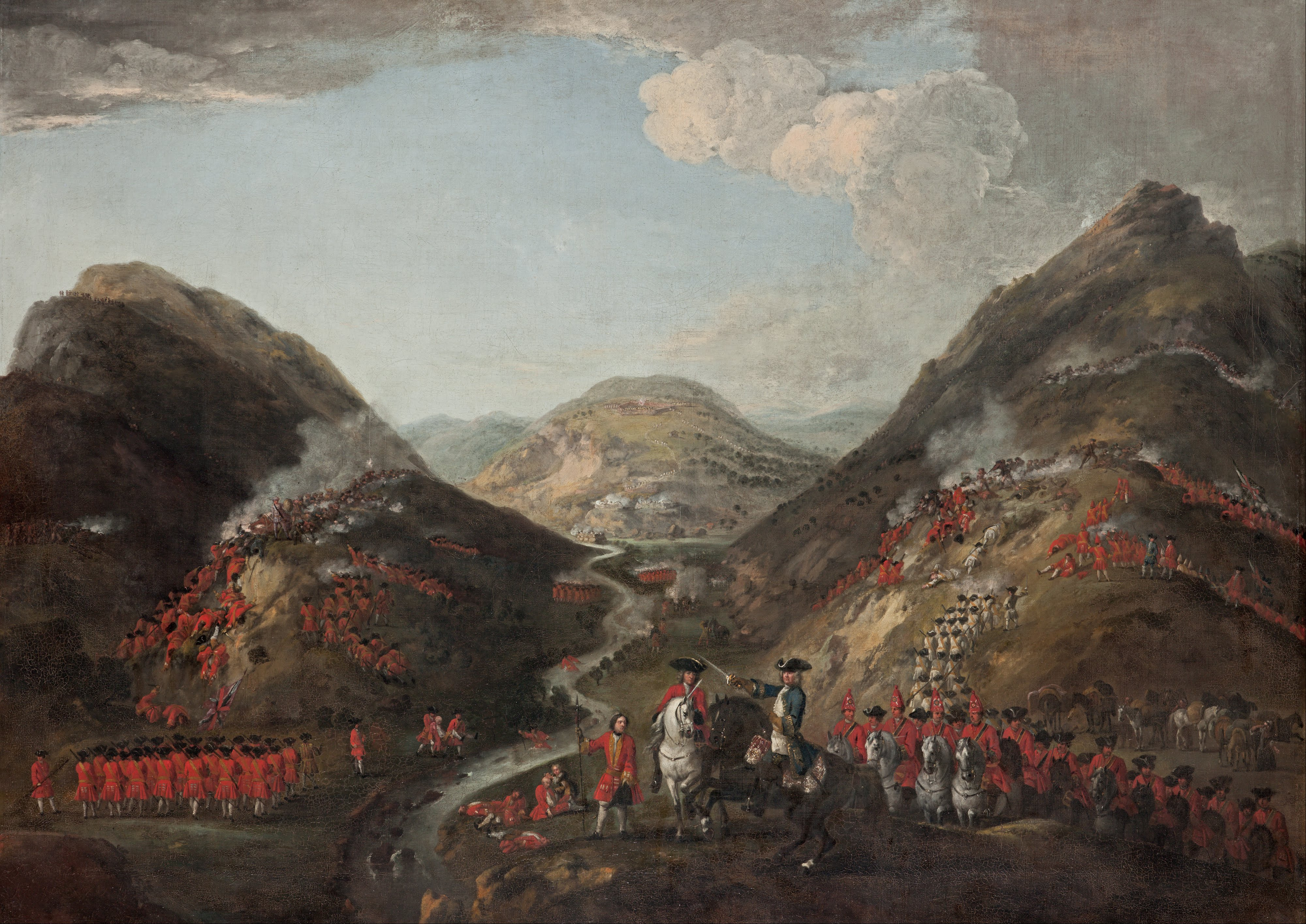
La Battaglia di Glen Shiel del 10 giugno 1719

Il generale Joseph Wightman lasciò Inverness per Glen Shiel il 5 giugno con circa 1 000 uomini e quattro mortai Coehorn. Il 9 giugno raggiunse il Loch Cluanie, a meno di 8 miglia (13 km) dal campo giacobita.
Tullibardine aveva schierato le forze in una posizione strategica vicino alle colline di Kintail, con gli spagnoli al centro e gli Highlander sui fianchi, dietro una serie di trincee e barricate. Le forze di Wightman arrivarono verso le 16:00 del 10 giugno e iniziarono l'attacco un'ora dopo sparando con i mortai contro i fianchi dello schieramento giacobita. L'attacco causò poche vittime, ma gli scozzesi non avevano mai combattuto contro soldati armati di mortai, e l'effetto sorpresa permise alla fanteria di Wightman di avanzare per la collina fino alle loro linee, quindi di usare le granate per cacciarli dalle loro posizioni. Gli spagnoli mantennero la posizione ma dovettero ritirarsi sulla montagna quando i fianchi cedettero.

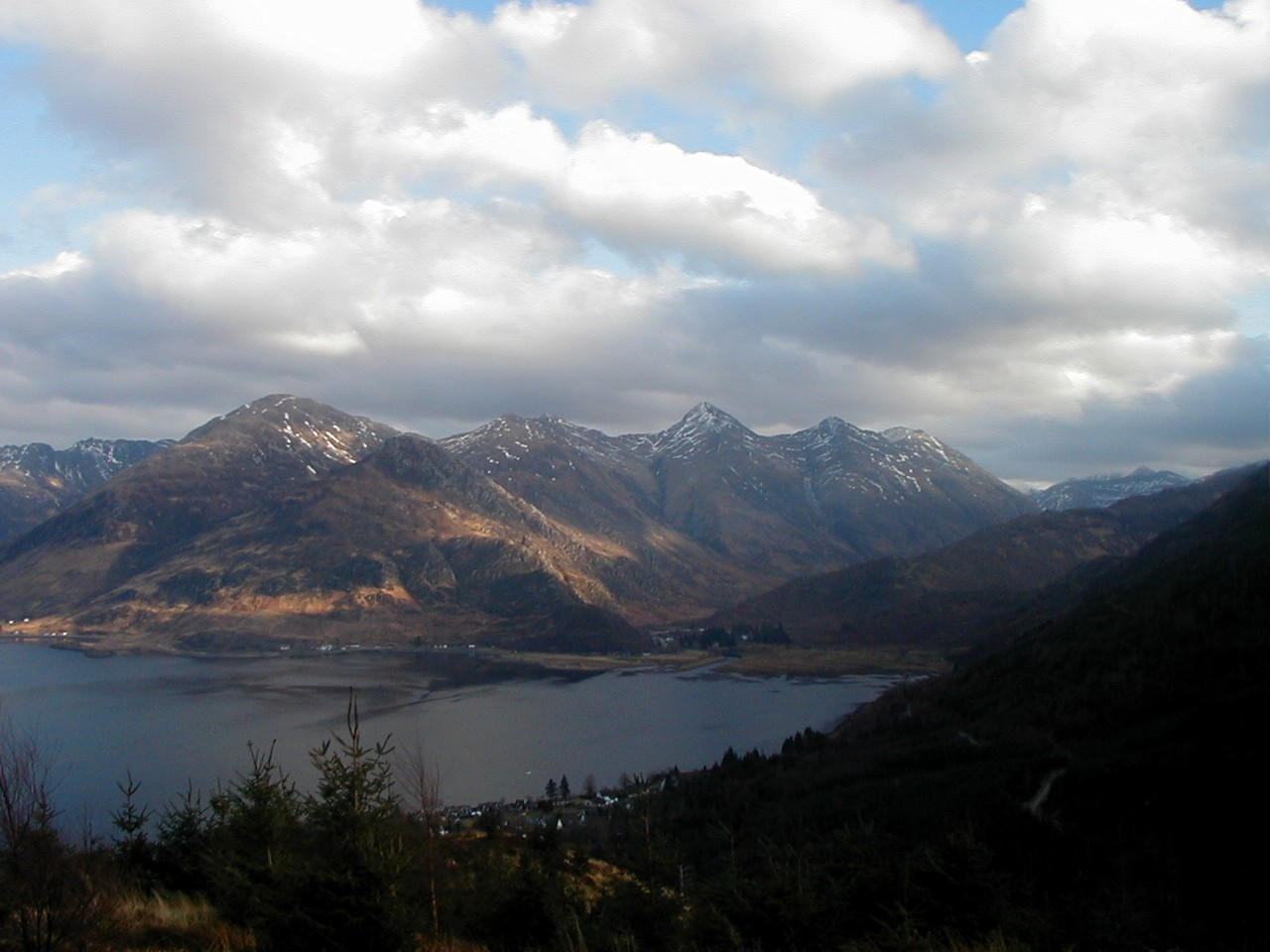
Le colline di Kintail viste da Màm Ratagan

La battaglia durò fino alle 21:00; diversi resoconti affermano che l'erica prese fuoco e il fumo combinato con il calare della sera permise alla maggior parte degli scozzesi di sparire nella notte. Gli spagnoli si arresero il mattino dopo e le truppe regolari furono rispedite in patria; Lord George Murray, Seaforth e Tullibardine furono feriti ma i capi giacobiti riuscirono a fuggire. Un'analisi dello storico Peter Simpson attribuisce la vittoria di Wightman all'abile uso dei mortai, alla potenza di fuoco superiore dei suoi granatieri e all'aggressività della sua fanteria, in particolare la Munro Independent Company. Una breve descrizione della battaglia e dei suoi antefatti appare nella Storia dell'Inghilterra dello storico scozzese Tobias Smollett.
Lord Carpenter, comandante in Scozia, consigliò al governo di Londra di non inseguire i ribelli e di lasciarli fuggire, dal momento che la rivolta aveva danneggiato la causa giacobita piuttosto che avvantaggiarla.

## Conseguenze

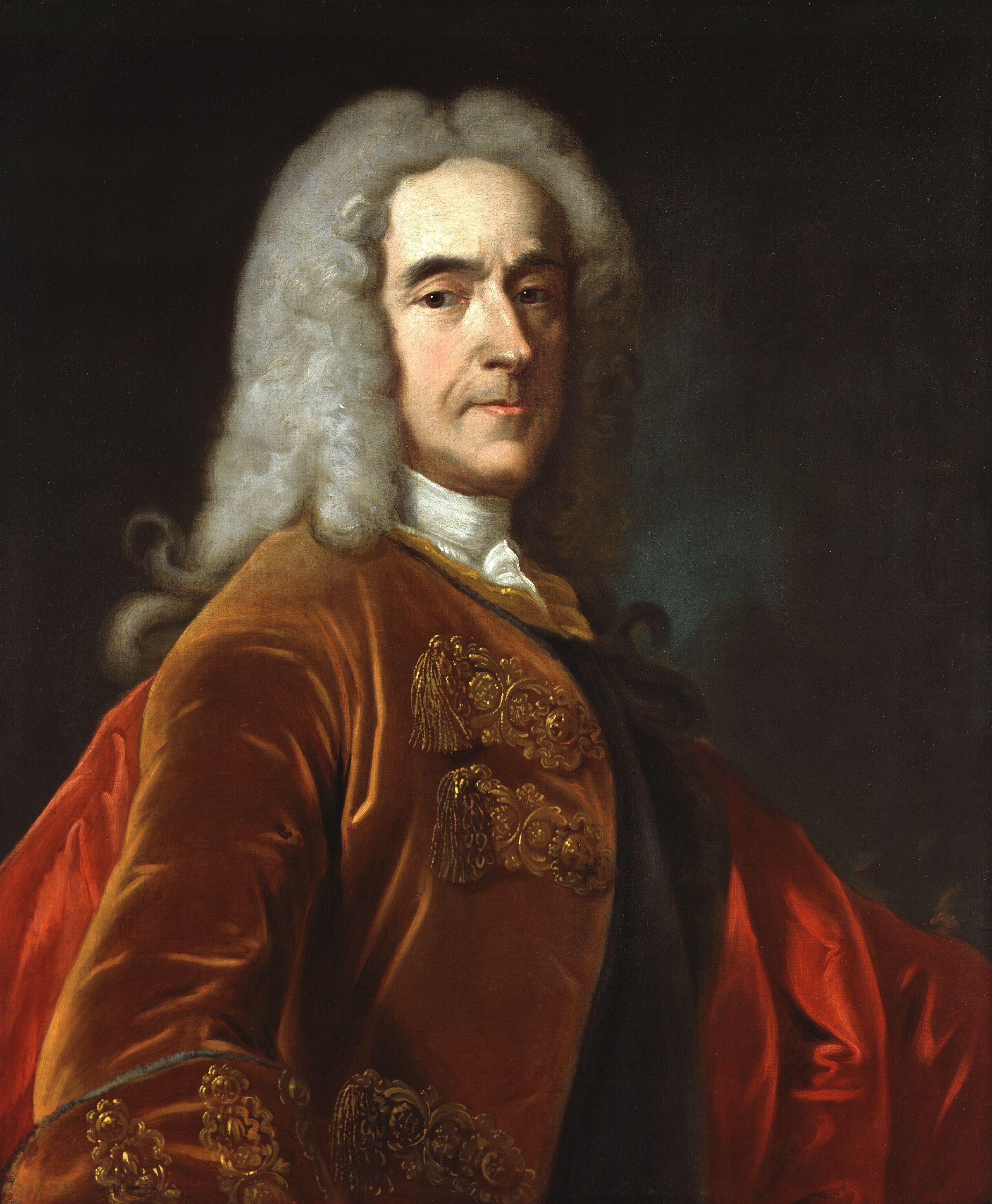
Lord Cobham; la sua cattura di Vigo pose fine al sostegno spagnolo alla restaurazione degli Stuart

Nell'ottobre del 1719, una spedizione navale britannica comandata da Lord Cobham sbarcò per ritorsione 6 000 soldati nel porto spagnolo di Vigo; gli inglesi tennero la città per dieci giorni, distrussero grandi quantità di merci e attrezzature, quindi lasciarono la Spagna senza incontrare opposizione. La vicina città di Santiago de Compostela pagò agli inglesi 40 000 sterline per non essere attaccata. Alberoni fu destituito e la Spagna rinunciò ai suoi territori italiani con il trattato dell'Aia del 1720, anche se gli spagnoli recuperarono Napoli e la Sicilia durante la Guerra di successione polacca nel 1734.